# امامزاده پیر محمد
امامزاده پیر محمد مربوط به سدهٔ ۷ و ۸ ه.ق است و در شهرستان آبدانان، روستاهای پشت قلعه و جابر الانصار واقع شده و این اثر در تاریخ ۵ آذر ۱۳۸۰ با شمارهٔ ثبت ۴۳۱۲ به‌عنوان یکی از آثار ملی ایران به ثبت رسیده است.